# Телесные наказания в школе

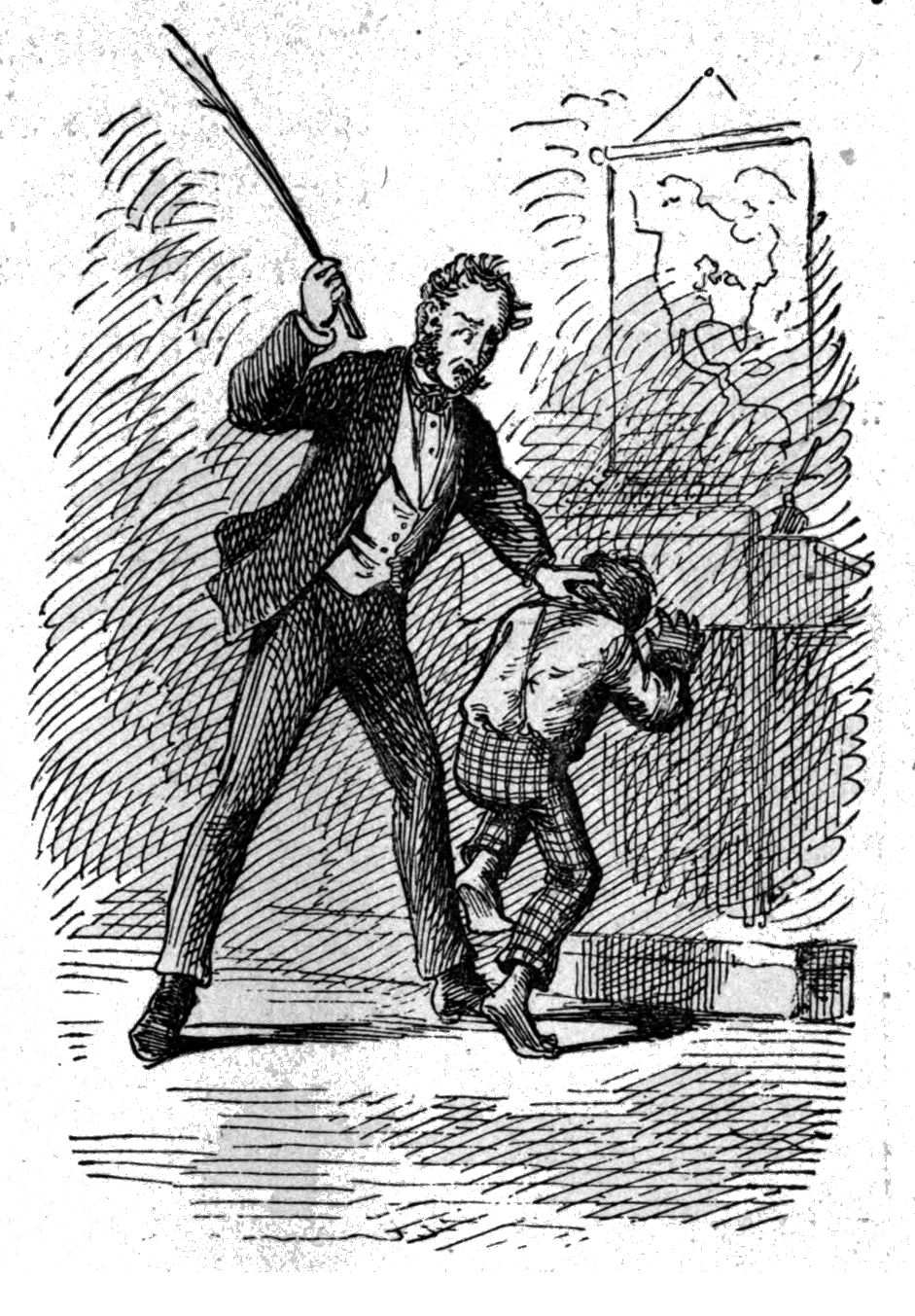
Иллюстрация к произведению Марка Твена «Приключения Тома Сойера» (1876)

Теле́сные нака́зания в шко́ле — официальные наказания учеников школ за поведение, признанное «плохим», подразумевающие церемониальное нанесение ученику заданного количества ударов согласно какой-либо общепринятой и тем или иным образом узаконенной методике.
Удары обычно наносятся либо по ягодицам, либо по ладоням, с использованием специального инструмента, например, трости, деревянного паддла или кожаного ремня. Менее обычно шлёпание, однако и оно применяется, особенно в начальной школе.
Сторонники применения школьных телесных наказаний утверждают, что они обеспечивают немедленное послушание, наказанный таким образом ученик быстро возвращается к учёбе, что лучше, чем дисциплинарные наказания, такие как отстранение от занятий или исключение из школы. Оппоненты уверены в том, что другие дисциплинарные методы не хуже или более эффективны. Некоторые расценивают телесные наказания школьников как эквивалентные насилию над ними или брани.
В некоторых местах телесные наказания в государственных школах регулируются постановлениями правительства или местных властей, определяющими такие вещи, как орудие наказания, число ударов, которое может быть назначено, кто может быть исполнителем и надо ли извещать родителей наказуемого или совещаться с ними. В зависимости от того, как подробно описаны эти правила и насколько тщательно они исполняются, наказание может принять облик торжественной церемонии, юридически защищённой и не дающей персоналу возможности злоупотреблять властью. Применение телесных наказаний может быть ограничено в зависимости от пола и возраста наказуемого (например, только в начальной школе или только к мальчикам). Во многих странах телесные наказания в школе официально запрещены, тем не менее по состоянию на 2016 год они были разрешены в 69 государствах, включая части США и многие страны Африки и Азии.

## История

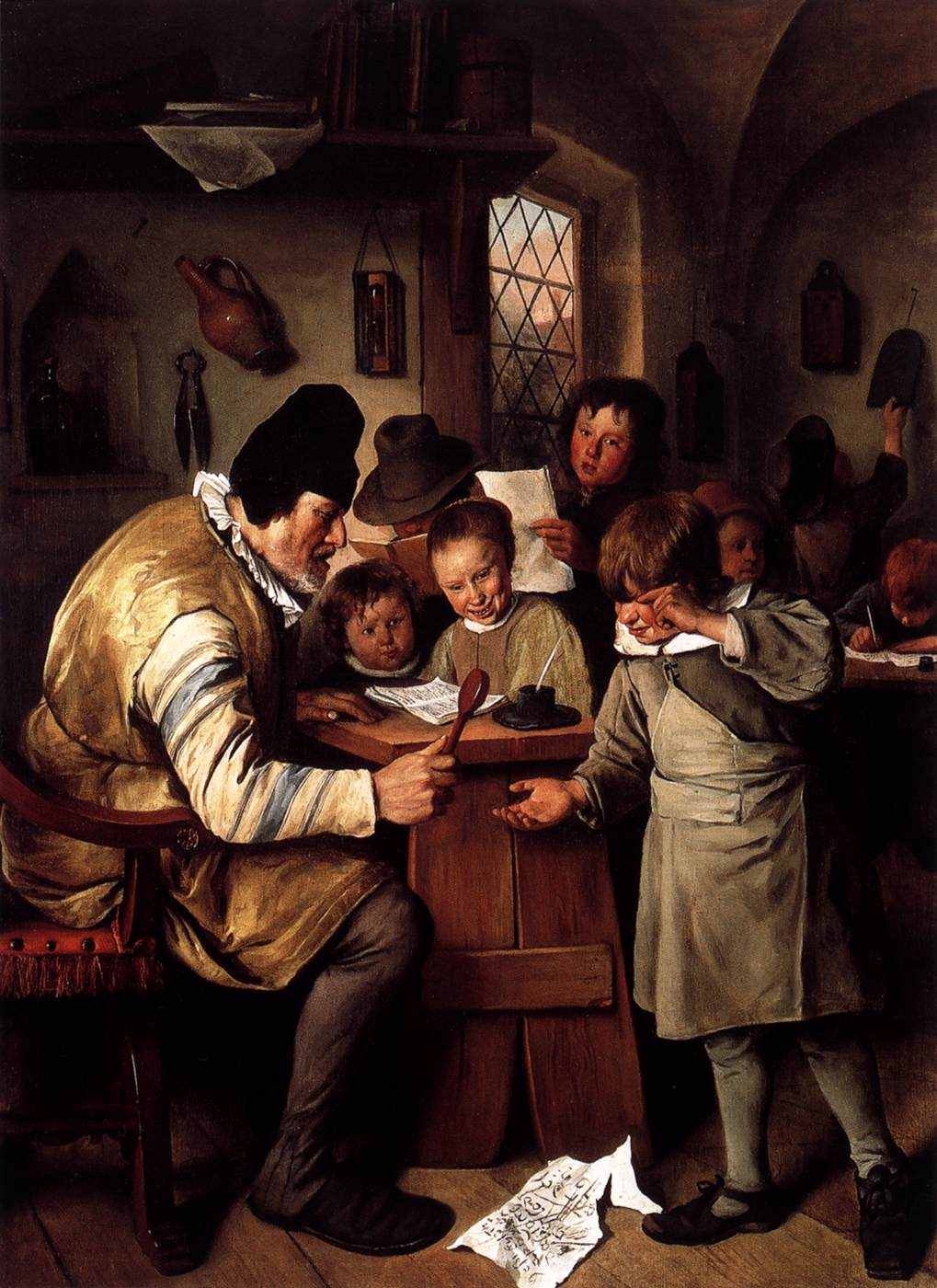
Ян Стен — Деревенская школа (1665)

Телесные наказания применялись в школах во многих странах с древних времён.
Система образования Древнего Египта предполагала телесные наказания учеников. Дисциплина и послушание прививались через физические наказания розгами, «ибо ухо мальчика на его спине, и он слушает, когда его бьют» (из Папируса Ани, ок. 1250 г. до н. э.).
В Древней Греции и Древнем Риме учителя также применяли телесные наказания. Известно, что Гомера порол его учитель Тоилий, а Гораций называл своего учителя не иначе, как «Орбилиус, который бьет». При этом Квинтилиан и Плутарх высказывались против телесных наказаний учеников, считая это унижающим их человеческое достоинство. 
Впервые в мире порка детей в школе была запрещена в Речи Посполитой в 1783 году.
В последние десятилетия телесные наказания в школах запрещены в большинстве стран Европы (включая государства бывшего СССР), в Канаде, Японии, Южной Африке, Новой Зеландии и многих других странах (см. список стран ниже). Они остаются обычным явлением в США и во многих странах Африки, Юго-Восточной Азии и на Ближнем Востоке.
В США до сих пор во многих штатах физически бить учеников не запрещается законом. В 1977 году вопрос о законности телесных наказаний в школах был поставлен перед Верховным судом. На тот момент только Нью-Джерси (1867 г.), Массачусетс (1971 г.), Гавайи (1973 г.) и Мэн (1975 г.) запретили физические наказания в государственных школах, и только Нью-Джерси также запретил эту практику в частных школах. Верховный суд США подтвердил законность телесных наказаний в школах в деле «Ингрэм против Райта». Суд постановил пятью голосами против четырёх, что телесное наказание 14-летнего Джеймса Ингрэма, которого удерживали два помощника директора и шлепал пэддлом директор не менее двадцати раз, что в конечном итоге потребовало медицинской помощи, не нарушало Восьмую поправку к конституции, которая защищает граждан от жестокого и необычного наказания.. Судьи также пришли к выводу, что школьные телесные наказания не нарушают пункт о надлежащей правовой процедуре Четырнадцатой поправки, поскольку учителя или администраторы, применяющие «чрезмерное» наказание, могут быть привлечены к уголовной ответственности. Это дело создало прецедент «разумного, но не чрезмерного» наказания учеников и было раскритиковано некоторыми учеными как «очевидно низкая точка в отношениях между учителями и учениками в Америке». «Паддлинг» в значительной мере продолжает применяться во многих южных штатах, хотя его использование резко снизилось в последние 20 лет. 96% публичных школ в США не применяют телесные наказания к ученикам.
В некоторых странах Азии и Африки телесные наказания продолжают применяться, хотя и запрещены по закону.
Телесные наказания в школе распространены во многих традиционных культурах. При этом их стилистика в англоязычных странах ведёт своё происхождение от британской практики XIX и XX веков, это особенно касается порки тростью мальчиков. Имеется множество литературы на эту тему, как популярной, так и серьёзной. В самой Великобритании наказания законодательно были запрещены в государственных школах в 1987 году.

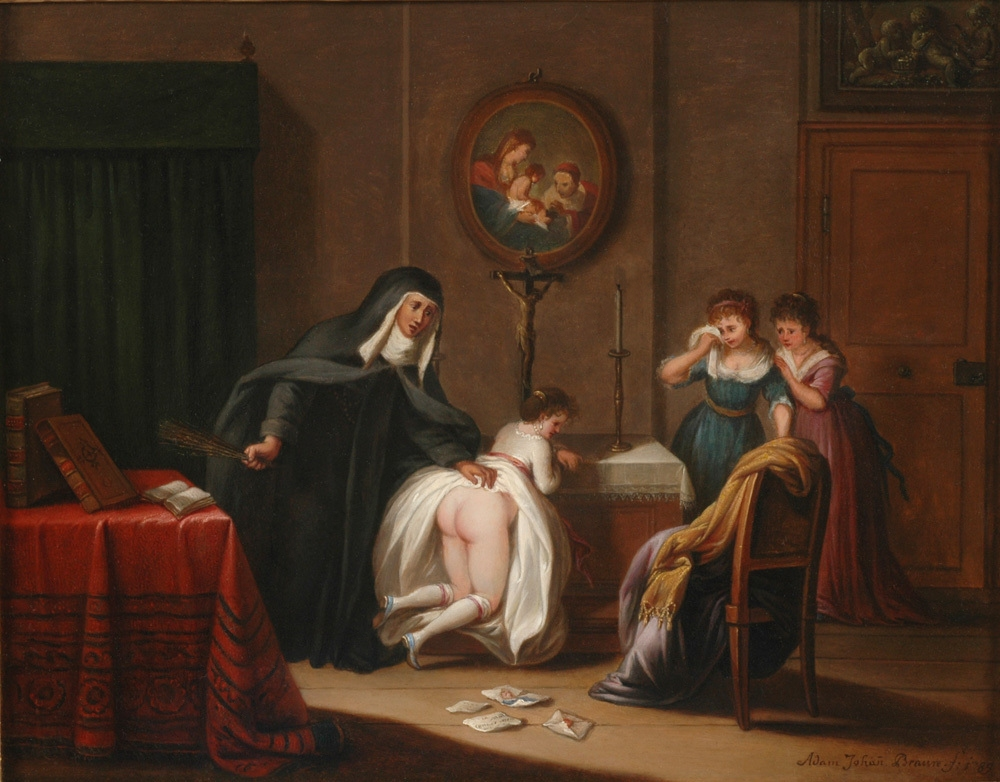
Адам Джоан Браун: Школа для девочек, 1789

Многие школы Сингапура и Малайзии, как и некоторых африканских стран, используют наказание тростью (для мальчиков) в качестве обычного официального наказания за плохое поведение. В некоторых странах Ближнего Востока в таких случаях применяется бичевание. В Южной Корее порке в средней школе подвергались как ученики, так и ученицы (телесные наказания в школах здесь запрещены в 2010 году).
В большинстве стран континентальной Европы школьные телесные наказания запрещены уже в течение нескольких десятилетий, в некоторых (Польша, Франция) — намного дольше. Как формальная и продуманная церемония телесное наказание было более обычно для северных (протестантских) стран германской культуры, чем для южных и романских (католических) и славянских (православных). Битьё палкой не было полностью запрещено до 1967 года в Дании и до 1983 в ФРГ.
В России розги в гимназиях и других средних учебных заведениях были запрещены в 1864 году, однако в начальных школах (народных, земских, церковно-приходских и пр.) телесные наказания учащихся, часто в зависимости от их сословного статуса, сохранялись до 1904 года. В Советской России и далее в СССР телесные наказания в школах/гимназиях/лицеях были официально запрещены с 1917 года, что значительно раньше, чем практически в любой из европейских стран. В западном мире они продолжали массово применяться как минимум вплоть до 1950-1970х годов. В 1960-х годах советские посетители западных школ были шокированы избиениями там палками. Коммунистические режимы следовали примеру СССР: например, телесные наказания запрещены в Северной Корее и (теоретически) в континентальном Китае. При этом коммунисты в других странах, таких как Великобритания, возглавляют кампании против телесных наказаний в школах, которые они объявляют симптомом упадка капиталистической системы образования.

## Оправдания и критика
Директор начальной школы им. Джона Кэлхуна в Кэлхаун Хиллс, Южная Каролина, Дэвид Никсон, поддерживая идею телесных наказаний в школе, говорит, что как только ученик был наказан, он может идти в класс и продолжать учиться, в отличие от отлучения от школы, которое выключает его из учебного процесса и может быть воспринято как дополнительные каникулы.
Филипп Берригэн, католический священник, преподававший в высшей школе святого Августина в Новом Орлеане, также выступает за применение телесных наказаний. Берригэн говорит, что телесные наказания сохраняют массу времени преподавателей, которые в противном случае были бы потрачены на поддержание дисциплины с помощью наблюдения за «арестованными» классами или за выгнанными из класса (но не из школы) учениками и на связанную с этими наказаниями бюрократию. Родители тоже зачастую жалуются на неудобства, доставляемые такими видами наказания, как задержание в классе или субботняя школа.
Одним из аргументов против телесных наказаний является то, что некоторые исследования показали их не настолько эффективными при управлении поведением учеников, как считают их сторонники. Эти исследования связывают телесные наказания с рядом неблагоприятных физических, психологических и образовательных последствий, включая «повышенную агрессивность и деструктивное поведение, повышенно деструктивное поведение в классе, вандализм, нежелание идти в школу, невнимательность, повышенный уровень количества бросающих школу, избегание и боязнь школы, низкую самооценку, боязливость, соматические заболевания, депрессию, самоубийства и месть учителю».
Медицинские, педиатрические или психологические организации, выступающие против телесных наказаний в школах: Американская медицинская ассоциация, Американская академия педиатров, Общество подростковой медицины, Американская психологическая ассоциация, Королевская коллегия педиатрии и детского здоровья, Королевская коллегия психиатров, Канадское педиатрическое общество и Австралийское психологическое общество Школьные телесные наказания отвергаются также американской Национальной ассоциацией директоров средних школ.

## По странам

Законность телесных наказаний в различных странах Европы
Телесные наказания запрещены и в школах, и дома
Телесные наказания запрещены только в школах
Телесные наказания не запрещены

### Европа

#### Австрия
Телесные наказания в школах были запрещены законодательно только в 1975 году.

#### Бельгия
Телесные наказания запрещены во всех школах Французского сообщества в соответствии с Указом 2023 года о запрете насилия в отношении детей в учреждениях, уполномоченных, аккредитованных, субсидируемых или организованных Французским сообществом (см. раздел «Альтернативные учреждения ухода»). Но телесные наказания считаются незаконными в школах в соответствии с прецедентным правом, касающимся положений Уголовного кодекса, запрещающих нападение, но в законодательстве Фламандского и немецкого сообществ нет явного запрета.

#### Великобритания

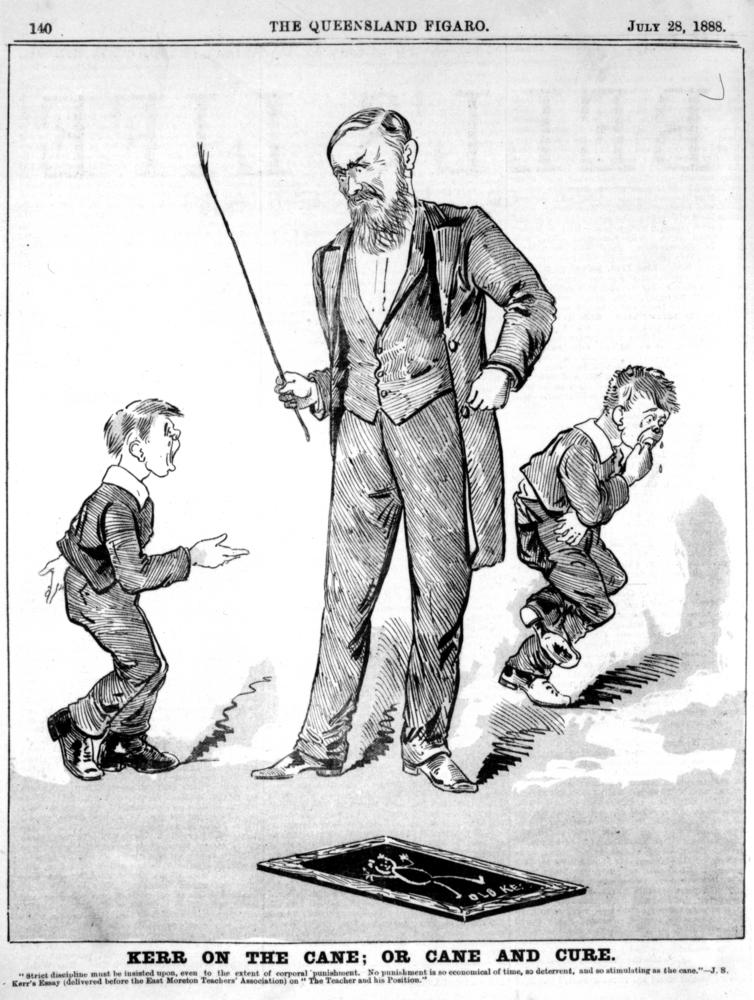
Карикатура 1888 года

В викторианскую эпоху была распространена поговорка «пожалеешь розгу — испортишь ребёнка» (англ. Spare the rod and spoil the child), обосновывавшая необходимость телесных наказаний. Она является цитатой из сатирической и ироикомической поэмы «Гудибрас» (1664 год) Сэмюэла Батлера. В данном контексте упоминание порки скорее связано с эротическими играми, а не с поркой детей. Также она отсылает к притчам Соломона: «Кто жалеет розги своей, тот ненавидит сына; а кто любит, тот с детства наказывает его» (Прит. 13:24).
В британских государственных школах и частных школах, где государству принадлежит хотя бы доля капитала, телесные наказания с 1987 года объявлены парламентом вне закона с перевесом всего в один голос. Позднее применение таких наказаний было запрещено и в полностью частных школах — в 1999-м году в Англии и Уэльсе, в 2000-м в Шотландии и в 2003 в Северной Ирландии. В 1993 году Европейский суд по правам человека рассматривал дело Костелло-Робертс против Великобритании и постановил 5 голосами против 4, что нанесение семилетнему мальчику трёх ударов кедом сквозь штаны не было запрещённым унизительным обращением.
Что характерно, телесные наказания применялись исключительно к мальчикам, в школах-пансионах для девочек телесные наказания практиковались лишь до 1830 года.
Орудием наказания в школах Англии и Уэльса изначально были розги. В дальнейшем им на смену пришла гибкая ротанговая трость (или кейн, англ. rattan cane), используемая для ударов по рукам или (особенно в случае мальчиков) по ягодицам. В качестве менее формальной альтернативы широко использовалось битьё обувью: тапком, ботинком. В некоторых английских городах вместо трости применялся ремень.
Одним из самых жестоких применений телесных наказаний славился Итонский колледж. За каждыми 40 учениками значился так называемый тьютор (англ. tutor, прим. наставник, староста), у которого ученики не только обучались, но и жили; и который также имел право наказывать своих подчинённых. Для проведения наказаний учителя обращались за помощью и к старшим ученикам. Так, в 1840-х годах на 700 учеников в Итоне приходилось всего 17 учителей, так что старосты были просто необходимы. Таким образом, старшие ученики могли вполне официально пороть младших. Помимо «официальных» телесных наказаний в виде порки (которой могли быть подвергнуты даже 18-летние юноши), также практиковались буллинг и дедовщина. Собственно сами телесные наказания проходили публично или в кабинете директора (также бывшего библиотекой), и были ритуализированы: наказуемого привязывали к специальной колодке и секли метлообразными розгами по голым ягодицам, за руки и ноги его придерживали более крепкие ученики. Зачастую итонцы приходили на порки как на шоу, чтобы злорадствовать. Поначалу ученики, которых до отправки в Итон никогда не секли дома, приходили в шок от такого зрелища, но и они вскоре привыкали. Судя по воспоминаниям выпускников, со временем они переставали бояться или даже стыдиться порки. Способность выдержать её без криков было показателем храбрости. Довольно часто телесные наказания проводились в пятницу. «Расцвет» применения телесных наказаний в Итоне пришёлся на период с 1809 по 1834 годы, когда одним из так называемых Head Master’ов (руководителей школы) был Джон Кит. В 1911 году розги для старшеклассников заменили тростями, чем вызвали возмущение у многих выпускников Итона. С 1964 года розги были заменены тростью и в младших классах, а в 1984 году было проведено последнее телесное наказание за всю историю колледжа.

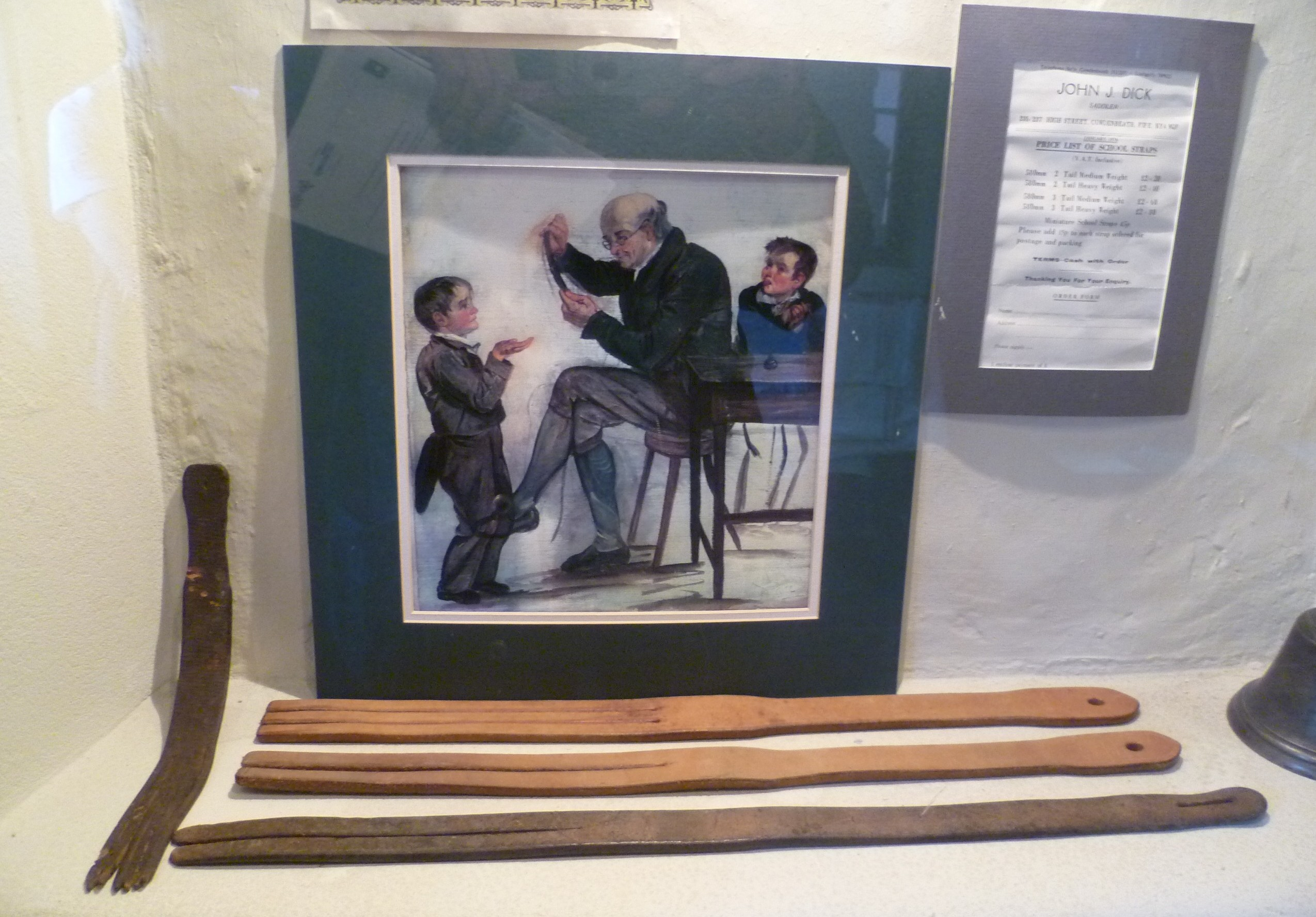
Тоуси и иллюстрация их применения на выставке в музее

В Шотландии в государственных школах применялся тоуз или тоуси (англ. tawse) — кожаный ремень с деревянной ручкой с одной стороны и раздвоенным концом с другой, предназначенный специально для телесных наказаний, в основном для ударов по ладоням, но некоторые частные школы предпочитали трость. Также тоуз использовался в школах в некоторых английских городах.
Возникший в 1970 г. Союз школьного действия, выступавший под крайне левыми лозунгами, провёл широкую кампанию за реформу британских школ, при этом одним из требований была отмена телесных наказаний, которая произошла в конце 1980-х гг. После достижения большинства поставленных целей Союз прекратил существование.
Спустя более чем 30 лет после запрета в государственных школах существует заметное расхождение по взглядам на проблему телесных наказаний. Опрос 2008 года 6162 британских учителей, проведённый Times Educational Supplement установил, что каждый пятый учитель и 22 % учителей в средних школах хотел бы вернуть практику использования трости в крайних случаях, а в то же время правительственное исследование показало, что многие британцы верят, что отмена телесных наказаний в школах стала значимым фактором, обусловившим заметное общее ухудшение поведения детей.

#### Германия
Телесные наказания в немецких школах были исторически широко распространены. Например, в школе для мальчиков при аугсбургском женском монастыре (его члены были известны как «Stiefel Nonnen», нем. монашки в сапожках) наказывали следующим образом: провинившегося засовывали в топку печи головой, а нижнюю часть тела полностью обнажали, после чего секли розгами. Во многих немецких гимназиях за телесные наказания был ответственен так называемый «синий человек» (нем. der blaue Mann), в то время, как в иезуитских школах учеников порол непосредственно учитель. Наказаниям подвергали как мальчиков, так и девочек. Тем не менее, уже в XIX веке во многих германских государствах, особенно в Гессене, телесные наказания рассматривались как политическое преступление. Неожиданно в высший государственный совет Пруссии было внесено предложение об обязательном введении телесного наказания, но оно было отвергнуто большинством голосов.
В годы правления нацистов вплоть до 1940-х годов усиливали применение рукоприкладства в школах Германии. После окончания Второй мировой войны оно продолжалось в немецких школах, но стало сокращаться. В ГДР с 1949 года телесные наказания в школах были запрещены. В ФРГ, в свою очередь, они запрещались на протяжении 1970-х годов административными законами различных земель, но они повсеместно были запрещены лишь в 1983 году, когда последняя бумага была официально подписана в Баварии. С 1993 года применение телесных наказаний учителем является уголовным преступлением — в этом году было опубликовано постановление Верховного суда Германии (NStZ 1993,591), заменившее бывший в употреблении правовой обычай и отменившее решения апелляционных судов некоторых земель (нем. Oberlandesgericht) даже в 1970-е годы. Эти решения подразумевали, что право на наказание было оправданием против обвинения в причинении телесных повреждений, Section 223 Strafgesetzbuch.

#### Греция
Телесные наказания перестали массово применяться в школах Греции с 1950—1970-х годов. Они были запрещены в греческих начальных школах с 1998 года, в 2005 году издан закон о запрете и для средних школ.

#### Дания
В Законе о школах от 1814 года было прямо написано: «где увещеваний недостаточно, для сохранения спокойствия и дисциплины, нарушителей спокойствия следует наказывать физически». В целом, с учениками обращались не плохо, но все же их иногда наказывали рисом или тампоном (то есть переплетенной веревкой или веревка без узла).
После Первой мировой войны эти методы наказания приобрели все большую дурную славу.
В 1967 году применение телесных наказаний было отменено законом. «Физические наказания не должны применяться», — говорится в Циркуляре о мире и порядке, § 8. В 1951 году это произошло в Копенгагене, но только 16 лет спустя на национальной основе. Таким образом, многовековая и широко распространенная традиция воспитания была поставлена вне закона.

#### Ирландия
В ирландских школах телесные наказания запрещены законом в 1982 году, а с 1996-го года преследуются как уголовное преступление.

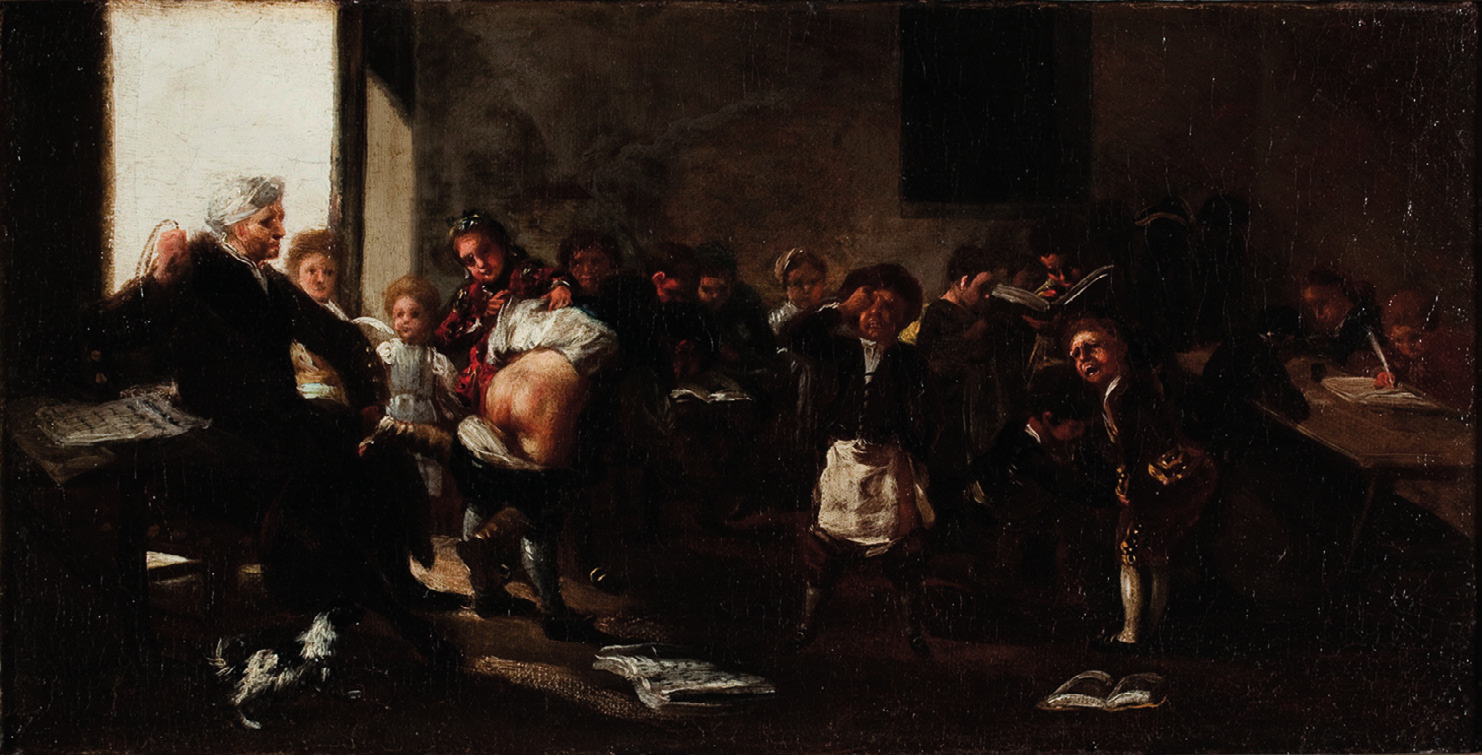
Франсиско Гойя, «Знания входят через кровь», ок. 1780—1785 гг.

#### Испания
Запрещены в 1985 году.

#### Италия
Запрещены в 1928 году.

#### Люксембург
Запрещены в 1845 году и стали уголовным правонарушением в 1974 году.

#### Молдавия
Запрещены в 1940 году после присоединения к СССР.

#### Нидерланды
Запрещены в 1920 году.

#### Польша
Первая страна, запретившая телесные наказания в школе: в 1783 году. Ныне запрет телесных наказаний гарантируется статьёй польской конституции:

Никто не может быть подвергнут пыткам ни жестокому, бесчеловечному или унизительному обращению и наказанию. Применение телесных мер наказания запрещается.

#### Португалия
Телесные наказания запрещены в школах в соответствии с Указом 679/77 от 1977 года, который не относит телесные наказания к разрешённым санкциям, а также Законом об образовании № 166/99 от 14 сентября 1999 года (статья 188), который запрещает жестокое, бесчеловечное или унижающее достоинство обращение.

#### Россия

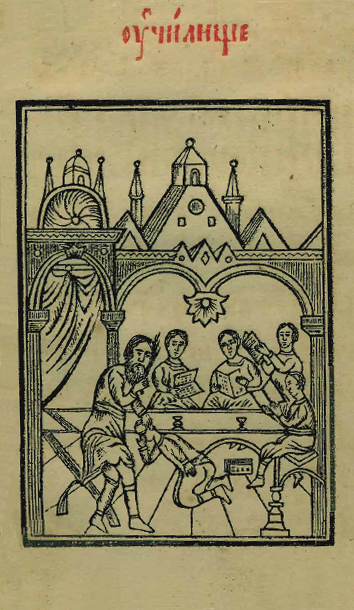
Фронтиспис азбуки Василия Бурцова, 1637 год

В первых дворянских гимназиях, а также в народных училищах (см. «Руководство учителям первого и второго классов народных училищ» 1786 и 1804 годов) телесные наказания не были официально разрешены, но в уставе гимназий, выпущенным Комитетом устройства учебных заведений в 1828 году, в правление Николая I, уже допускались телесные наказания в виде порки розгами. Первоначально телесные наказания были предусмотрены лишь для первых трёх классов, позже — для всех классов. Несмотря на это, распространение их применения в разных гимназиях различались, многое зависело от личных предпочтений их директоров. Так, согласно наблюдениям Н. И. Пирогова, убеждённого противника телесных наказаний, в киевском учебном округе порке розгами подвергалось от 13 до 27 % гимназистов, а в то время, как в 11 гимназиях в течение года высеченным был каждый седьмой ученик, то в одной только житомирской гимназии — каждый второй. Помимо розог, учеников били линейками и драли за уши (бывали случаи, что драли до крови). В государственных гимназиях, духовных семинариях и кадетских корпусах телесные наказания практиковались и до этого, и соответственно, никогда не отменялись. Художественно яркое и исторически достоверное описание семинарских нравов дал в «Очерках бурсы» Н. Г. Помяловский, который во время обучения в семинарии сам был наказан 400 раз и даже задавал себе вопрос: «Пересёчен я или ещё недосечён?» Согласно выписке из штрафного журнала учеников гимназии и воспитанников пансиона, где указаны лишь виды взысканий, наложенные в 1851 г., учеников могли выпороть за присвоение чужих вещей, обмен книгами без разрешения, лень и плохую успеваемость, прогул, курение табака, пьянство, драку в классе или на улице, обман отца, нескромность в классе и свист на уроке.
Противником телесных наказаний в школах был, в том числе, и Александр Пушкин:

Кадетские корпуса, рассадник офицеров русской армии, требуют физического преобразования, большого присмотра за нравами, кои находятся в самом гнусном запущении…

…уничтожение телесных наказаний необходимо. Надлежит заранее внушить воспитанникам правила чести и человеколюбия. Не должно забывать, что они будут иметь право розги и палки над солдатом. Слишком жестокое воспитание делает из них палачей, а не начальников.— «О народном воспитании» (Собр. соч.: в 10 т. Т. 7. М.: ГИХЛ, 1963, стр.358)
Телесные наказания применялись только к мальчикам. В учебных заведениях, где обучались девочки (например, институтах благородных девиц или школах-пансионах), они не применялись, но были единичные случаи таскания непослушных учениц за волосы и отрезание кос.
Общественная дискуссия о телесных наказаниях в школе была начата в России в середине 1850-х годов Н. И. Пироговым, опубликовавшим статью «Нужно ли сечь детей».
В 1864 году, уже через год после отмены телесных наказаний для взрослых, было издано утверждённое императором Александром II мнение Государственного Совета «Об изъятии от телесных наказаний…», запрещавшее телесные наказания в отношении лиц, закончивших прогимназию или 4 класса гимназии или реального училища; таким образом, телесные наказания запрещались в старших трёх классах гимназий и училищ. Положения указа были внедрены в новом уставе гимназий и прогимназий того же года.
Несмотря на это, во многих сельских и приходских школах, относящихся к начальной ступени образования, телесные наказания сохранялись и после этого. 11 августа 1904 года были отменены телесные наказания для детей-учеников ремесленников. Окончательно телесные наказания были запрещены после революций 1917 года. Советские педагоги на протяжении всего существования Советского Союза относились к телесным наказаниям негативно. Даже в годы Великой Отечественной войны, когда проблемы школьной дисциплины, особенно в мужских школах, стали чрезвычайно острыми, телесные наказания всё так же были запрещены.

…поощрения и наказания рассматриваются как средства воспитания, применяемые лишь в сочетании с другими, при этом нравственному влиянию личности самого учителя придается решающее значение… У учителей должна быть разумная строгость и требовательность, педагог сам должен быть последовательным до конца и действительно добиваться со всей терпеливостью и настойчивостью, чтобы требования были выполнены. При дерзких выходках ученика, при грубости и других крупных нарушениях дисциплины педагог имеет право выразить свое возмущение повышением голоса, но без крикливости. Нужно всегда говорить с учениками так, чтобы в словах учителя чувствовалось достоинство.
В начальных, семилетних и средних школах допускаются следующие меры наказания: замечание учителя, выговор перед классом, приказание провинившемуся встать, удаление из класса, оставление после уроков, снижение балла по поведению, вызов для внушения на Педагогический совет, исключение из школы (временно — на не свыше трех недель, на срок от года до трех лет), направление в школу с особым режимом.

Назначение наказания производится учителем, зав. учебной частью, директором и Педагогическим советом в зависимости от тяжести совершенного учеником проступка и от условий, его вызвавших. … Необходимо соблюдать индивидуальный подход к учащимся: учитывать возраст ученика, общий характер его поведения до совершения данного проступка, в первый раз совершен проступок или повторно, случайно или с умыслом, каковы последствия проступка, затрагивает ли проступок одного ученика или целую группу учащихся, есть ли раскаяние у ученика, чувство огорчения и стыда, имело ли место добровольное признание или сокрытие и пр.— Приказ Народного Комиссариата Просвещения РСФСР N 205 от 21 марта 1944 года «Об укреплении дисциплины в школе»
Тем не менее, в детдомах для так называемых членов семьи изменника родины (сокр. ЧСИР) зачастую в качестве наказания для провинившихся применялись побои, о чём отмечает в своих воспоминаниях одна из бывших ЧСИР Алевтина Переведенцева, после ареста отца содержавшаяся сначала в спецприёмнике-распределителе НКВД в Харькове, а затем в детдоме в Волчанске.
В Российской Федерации телесные наказания также запрещены. Согласно статье 336 Трудового кодекса РФ трудовой договор с педагогом, совершившим в отношении ребёнка телесное наказание, подлежит расторжению. Несмотря на запрет, единичные случаи избиения учителями учеников всё же встречаются. Чаще всего подобное практикуют учителя по физической культуре. Иногда к ученикам применяются подзатыльники, щипки и шлепки.
16 января 2023 года ставрополец Денис Серба написал в своих соцсетях о том, что его сыну-шестикласснику, чьё имя не разглашается, преподаватель ОБЖ в кадетской гимназии имени генерала Ермолова Евгений Шмаков, работавший с 2021 года, нанёс удар плетью-нагайкой по спине, приложив фотографию со шрамом от нанесённого удара. Серба уточнил, что инцидент произошёл «за пару дней до этого», а также уточнил, что его, равно как и других родителей при зачислении их детей в образовательное учреждение, предупредили в договоре о праве применения телесных наказаний преподавателями-офицерами (данный факт опровергла и. о. главы комитета образования администрации Ставрополя Евгения Волосовцова), при этом Серба до инцидента предполагал, что телесные наказания практикуются «только в каком-то самом крайнем случае, а на самом деле <…> за какую-то мелочь». О преподавателе Серба отзывался положительно, «но, как педагог, [он] допустил ошибку. Он ударил ребёнка». Кроме того, о нём хорошо высказывались и другие родители, поскольку он был «лучшим другом и воспитателем» и научил «стрелять, разбирать АК-47, вязать узлы, собирать палатки и быть честным и выносливым» и что он «формирует из наших детей настоящих мужчин». Шмаков был уволен уже на следующий же день (также был уволен замдиректора гимназии по воспитательной работе, а директор получил выговор), тогда же была начата комплексная проверка гимназии. В отношении Шмакова было возбуждено уголовное дело по статье 156 УК РФ «Неисполнение обязанностей по воспитанию несовершеннолетнего». По этому поводу разгорелась дискуссия о применении телесных наказаний в школах. Часть родителей высказалась за их применение, а представители общественной организации «Родительское собрание Ставрополья» настаивают за их применение во всех школах. В то же время губернатор Ставрополья Владимир Владимиров осудил поступок Евгения Шмакова, заявив, что использующий такие методы воспитания «в нашей системе образования точно работать не будет». Аналогично данный инцидент осудил мэр Ставрополя Иван Ульянченко, давший поручение провести проверку. По словам Волосцовой, этот случай единственный в городе, и в других казачьих классах телесные наказания не применяются.
Через два дня после инцидента в Ставрополе в школе № 4 Усть-Лабинска Краснодарского края учитель математики и замдиректора по учебно-воспитательной работе Владислав Дорофеев, избил двоих шестиклассников ремнём перед всем классом. Мальчики, бросавшиеся стульями в классе во время перемены, были поставлены вошедшим в класс Дорофеевым перед выбором: либо звонок родителям, либо порка. «Будешь спорить — будет десять [ударов]», сказал педагог во время крика одному из провинившихся, когда тот призвал Дорофеева прекратить, второй же стал вскрикивать от боли. Как и в предыдущем случае, видеозапись с инцидентом попал в соцсети, став достоянием общественности лишь 23 января. Дорофеев, применивший силу, был уволен (Дорофеев сам написал заявление об увольнении, поскольку ему самому стало жаль директора школы «просто по-человечески»), а прокуратура Усть-Лабинского района организовала проверку. Также доследственная проверка была начата Следственным комитетом по Краснодарскому краю. Дорофеев заявил, что порка была «шуточной», и что «всем было весело, никто никаких претензий не предъявлял» и что у него «не было цели избиения», отметив, что, если бы он по-настоящему хотел наказать учеников, то он повёл бы их в свой кабинет. Учащиеся в классе Дорофеева опубликовали видеозаписи, где требовали вернуть преподавателя обратно на работу, поскольку тот «достоин уважения и понимания», «уважаемый учитель», которого «обвинили незаконно».

#### Франция
В дореволюционной Франции телесные наказания были распространены повсеместно, причём их, в отличие от Англии, не избегали и монаршие отпрыски. Больше всего из французских принцев, по мнению шотландского историка и журналиста Джеймса Бертрама, секли будущего короля-солнце — Людовика XIV. Однако после Великой французской революции, в 1791 году был выпущен новый уголовный кодекс, в котором применение телесных наказаний было запрещено (хотя окончательный отказ произошёл лишь 90 лет спустя — в 1881-м), а с начала уже следующего, XIX столетия систематическое применение телесных наказаний во французских школах (кроме монастырских) отсутствовало, при том, что в семье телесные наказания в качестве меры наказания продержались ещё какое-то время. В законе нет явного их запрета потому, что подобное не может прийти в голову, но в 2008 году один учитель был оштрафован за пощёчину, нанесённую ученику.

#### Чехия
Хотя телесные наказания и не запрещены законом, они не включены в список разрешённых наказаний.
Во время рабочей поездки по Либерецкому краю президент Чешской Республики Милош Земан заявил, что допускает применение в школе легких физических наказаний. Он сообщил, что внимательно следил за событиями в пражской средней промышленной школе на Тржебешине, учащиеся которой издевались над своей учительницей, впоследствии скончавшейся. Применение легких телесных наказаний, считает политик, поможет предотвратить подобное отношение к наставникам.

#### Швейцария
В 1991 году Федеральный суд постановил, что телесные наказания могут быть допустимы в некоторых кантонах при определённых обстоятельствах, если они не превышают уровень, общепринятый обществом. В постановлении 1991 года говорилось, что не может быть обычного права, которое позволяло бы учителям или другим лицам, ухаживающим за детьми, осуществлять телесные наказания против них. В некоторых из 26 кантонов телесные наказания прямо запрещены школьными законами; в других они запрещены правилами, а в других есть школьные правила, которые гласят, что их не следует использовать. Правительство признало фрагментированный характер законодательства, касающегося телесных наказаний в школах.

#### Швеция
Телесные наказания запрещены в обычных начальных школах (швед. folkskolestadgan) с 1 января 1958 года.

#### Югославия
В Югославии телесные наказания были запрещены в 1929 году 67 статьей «Закона о государственных школах». После распада страны в странах, входивших в её состав телесные наказания также были запрещены. Например, в Сербии законами о средней и начальной школах (1992 год) и Законом об основах образования и воспитания (2003 год, с поправками 2009 года).

### Азия

#### Израиль
Телесные наказания в любой форме строжайше запрещены Верховным судом Израиля. В прецедентном решении суда от 25 января 2000 года любое физическое наказание, включая даже «лёгкий удар по ягодицам или руке» со стороны родителей, признаётся уголовным преступлением, наказываемым двумя годами тюремного заключения. Этим суд устрожил и усилил предыдущие прецедентные решения в том же духе от 1994 и 1998 годов.

#### Индия
В Индии нет школьных телесных наказаний в западном смысле этого слова. По определению, школьные телесные наказания «нельзя путать с обычными побоями, когда учитель набрасывается на ученика при внезапной вспышке ярости, что является не телесным наказанием, а жестокостью». Верховный суд Индии запретил жестокость такого типа в школах с 2000 года и 17 из 28 штатов заявили о применении этого запрета, хотя введение его в действие пока вяло. В 2009 году всё ещё имеют место проявления жестокости. Ряд общественных и культурных организаций, включая Шукрачакра, проводят кампании против телесных наказаний в Индии.

#### Китай
После революции 1949 года все телесные наказания на территории Китая были запрещены. На практике в некоторых школах учеников бьют палкой или паддлом.

#### Малайзия

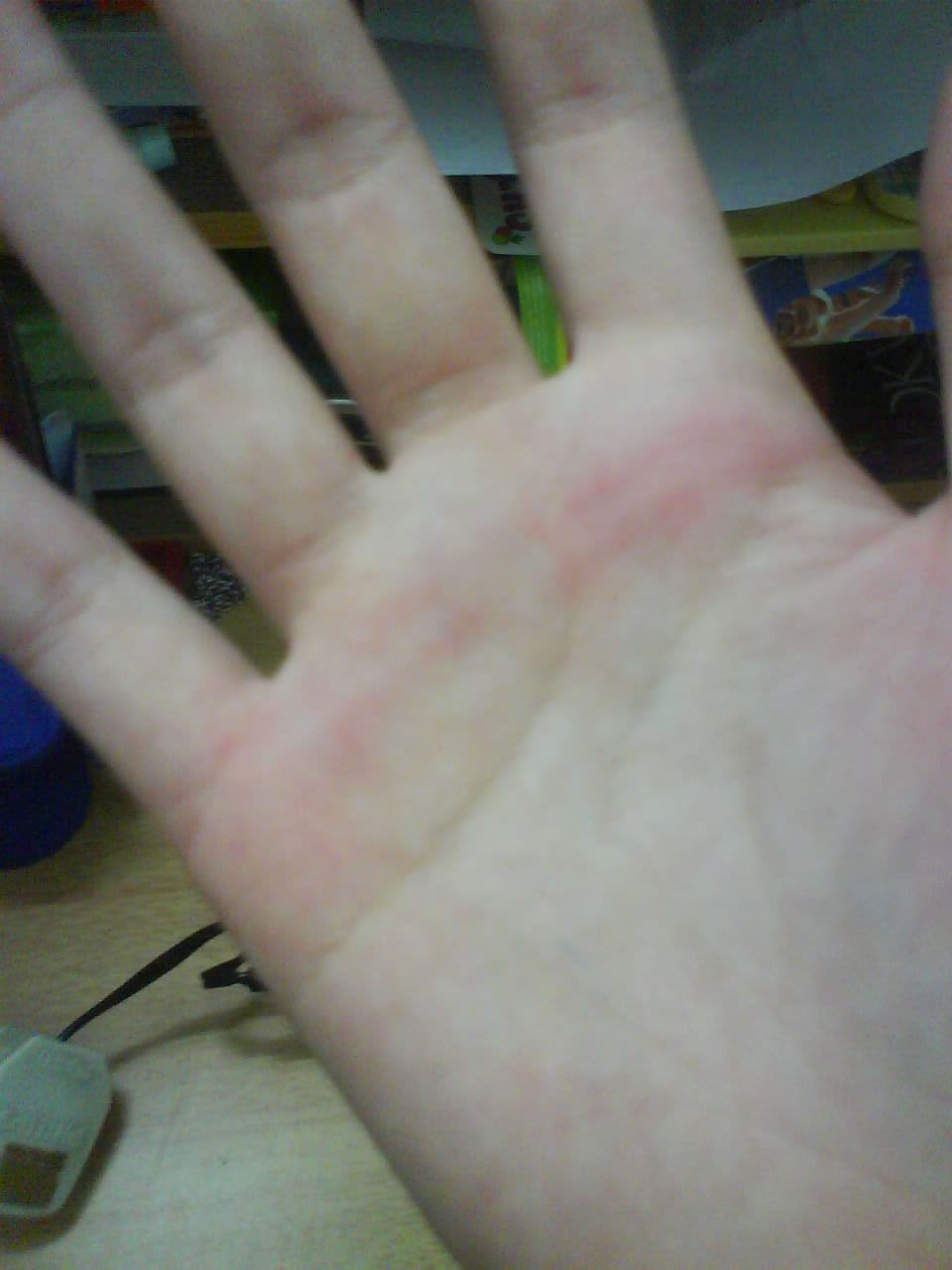
След от удара учительской тростью на ладони малайзийской школьницы

Наказание с помощью палки — обычная форма дисциплины во многих малайских школах. По закону оно может применяться только к мальчикам, но идея ввести такие же наказания для девочек обсуждалась в последнее время. Девочек предлагается бить по кистям рук, в то время как мальчиков обычно бьют по ягодицам через брюки.

#### Мьянма
Обычно как наказание в школах используется битьё палкой, в то время, как правительство издало директивы против телесных наказаний. Учеников бьют тростью по ягодицам, икрам ног или кистям рук перед всем классом. К другим формам телесных наказаний в школах относятся приседания со скрещенными руками с оттягиванием ушей, стояние на коленях и стояние на скамье в классе. Обычные причины для наказаний включают в себя разговоры на уроках, невыполненное домашнее задание, ошибки во время работы в классе, драки и прогулы. Большинство учеников относятся к наказаниям с пониманием, полагая, что учителя наказывают их из добрых побуждений (без уточнения, как это выяснялось).

#### Объединённые Арабские Эмираты
Телесные наказания запрещены в школах в соответствии со статьей 9 Министерского решения No 454/2 1998 года, регулирующего поведение учащихся в школьных помещениях. Это считается незаконным в частных школах в соответствии с Положением о поведении учащихся частных школ, в котором говорится, что школы не должны прибегать к непедагогическим методам для изменения поведения учащихся.

#### Республика Корея
С 2010 года в провинции Кёнгидо, а с 2011 года — в провинции Северная Чолла и городских округах Кванчжу и Сеула телесные наказания были запрещены. Тем, не менее, во многих консервативных провинциях телесные наказания были законны и широко использовались в местных школах. Иногда для дисциплинирования учеников применялась палка, которая слишком толста и тверда, чтобы быть названной розгой-тростью в традиционном британском понимании. Также использовались такие «инструменты», как отпиленный кусок бильярдного кия и хоккейные клюшки. Часто они применялись к ученикам в виде ударов по одетым ягодицам, но могли также применяться для ударов по икрам, пальцам ног, по передней или задней стороне бёдер. Мальчики и девочки одинаково часто наказывались таким образом учителями за любой проступок в школе. Правительственные рекомендации заключались в том, что палка не должна быть толще 1,5 см в диаметре, а число ударов не должно превышать 10. Такие наказания обычно проводились в классе или коридоре в присутствии других учеников, а процедура была менее формальна и подготовлена, чем в других странах, таких как Сингапур. Были обычны одновременные наказания для нескольких учеников вместе, а иногда били весь класс за одного ученика. Обычные причины телесных наказаний включали в себя неудачи при выполнении домашних заданий, разговоры на уроках, когда учитель приказал молчать, и получение плохой оценки на экзамене.
В 2021 году любые телесные наказания детей в Республике Корея были запрещены.

#### Сингапур
Телесные наказания в сингапурских школах законны (только для мальчиков) и полностью одобряются правительством для поддержания строгой дисциплины. Может использоваться только лёгкая ротанговая трость. Наказание должно происходить в виде формальной церемонии, после вынесения решения руководством школы, а не учителем в классе. Большинство средних школ (как независимых, автономных, так и государственных), а также некоторые начальные и одна или две гимназии после средней школы, применяют наказания палкой для борьбы с непослушанием мальчиков. В средней школе и последующей гимназии удары ротанговой тростью всегда наносятся ученикам по ягодицам, не снимая одежды. Министерство образования установило максимум в шесть ударов за один случай проступка. Иногда церемония проводится перед другими учениками.

#### Таиланд
Телесные наказания в образовательных школах незаконны согласно постановлениям Национального комитета защиты ребёнка «О наказаниях учеников Министерства образования» (2005) и «О рабочих процедурах защиты ребёнка следящего за поведением учеников персонала» (2005), по статье 65 Акта защиты ребёнка. Несмотря на это, телесные наказания широко применяются в таиландских школах.

#### Тайвань
Телесные наказания в школьной системе Тайваня незаконны с 2006 года, однако известно, что они всё ещё практикуются.

#### Турция
Телесные наказания считаются незаконными в школах с 1923 года, но нет явного запрета, и были некоторые споры по поводу их правового статуса. Закон штата о персонале No 657 предусматривает карательные меры в отношении учителей, которые применяют физическое или психологическое насилие в отношении детей. Однако в апреле 2008 года расследование, проведенное Министерством образования в отношении использования телесных наказаний директором школы, как сообщается, пришло к выводу, что телесные наказания имеют образовательную ценность. Сообщается, что следователь сослался на постановление Административного суда в 1978 году, которое поддержало телесные наказания учителей, но не вынесло решение 2005 года против него.

#### Филиппины
Телесные наказания запрещены в частных и общественных школах.

#### Япония
Хотя телесные наказания в Японии и были запрещены законом в 1947 году, они применялись в некоторых школах ещё в 1980-х годах. В 1987 году 60 % молодых учителей высших школ Японии считали, что телесные наказания необходимы, 7 % верили, что необходимы при любых условиях, 59 % считали, что они нужны иногда, и 32 % не одобряли их применение при любых обстоятельствах; в то же время в начальных школах 2 % поддерживали их безусловно, 47 % считали необходимыми и 49 % не одобряли.

### Африка

#### Египет
Исследование 1998 года установило, что телесные наказания широко практиковались учителями в Египте для наказания за поведение, которое они считали неприемлемым. Около 80 % мальчиков и 60 % девочек были биты своими учителями с помощью рук, палок, ремней, обуви и пинками. Самыми обычными повреждениями были синяки и ушибы; открытые раны, переломы, потери сознания и сотрясения мозга были менее обычны.
Криминализации порки учеников в школах Египта нет по состоянию на 2024 год.

### Америка

#### Аргентина
В Аргентине телесные наказания запрещены были в 1813 году, но вновь разрешены в 1817 году и практиковались до 1980-х годов. Широко применялись порка при помощи различных инструментов и пощёчины. В 2016 году телесные наказания в Аргентине были запрещены повсеместно.

#### Канада
В результате судебного процесса «Канадский фонд за детей, молодёжь и закон против Канады» (2004) Верховный суд Канады объявил школьные телесные наказания вне закона. В общественных школах обычным орудием наказания был резиновый или брезентовый ремень, который наматывали на руку, в то время как в частных школах часто использовался паддл или стек. Во многих частях Канады ремень не применялся в общественных школах с 1970-х или даже раньше: так, утверждалось, что он не использовался в Квебеке с 1960-х, а в Торонто он был запрещён в 1971 году. Однако, некоторые школы в Альберте продолжали использовать ремень вплоть до запрета в 2004 году.

##### Даты запретов школьных телесных наказаний в канадских провинциях
Во всех провинциях, за исключением Онтарио, Альберты и Саскачевана телесные наказания в общественных школах до общего запрета 2004 года, но только в Британской Колумбии и Манитобе телесные наказания были запрещены как в общественных, так и в частных школах.
| Провинция                  | Год запрета |
| -------------------------- | ----------- |
| Британская Колумбия        | 1973        |
| Новая Шотландия            | 1989        |
| Нью-Брансуик               | 1990        |
| Юкон                       | 1990        |
| Остров Принца Эдуарда      | 1993        |
| Нунавут                    | 1995        |
| Северо-Западные территории | 1995        |
| Квебек                     | 1997        |
| Ньюфаундленд и Лабрадор    | 1997        |

#### Коста-Рика
Все телесные наказания запрещены с 2008 года как в школах, так и дома.

#### Соединённые Штаты Америки
В США нет федерального закона, который бы указывал на запрет применения рукоприкладства в школах и семьях. В Уголовном Кодексе 49 штатов(кроме Флориды) есть пункт, в котором говорится, что родители, опекуны или педагоги будут оправданы, если используемая ими сила будет признана разумной. Причем определение понятия «разумная сила» не уточняется.
Отдельные штаты США имеют власть запретить телесные наказания в школьных учебных заведениях. В настоящее время такие наказания запрещены в государственных школах только тридцати трех штатов. В пяти из этих штатов, Нью-Джерси, Айове, Нью-Йорке, Иллинойсе и Мэриленде, телесные наказания незаконны также и в частных школах. Те школы, где наказывать учеников физически до сих пор не запрещено, расположены на территории 12 штатов, в основном на юге страны. Это около 4 % от всех школ в США. Телесные наказания продолжают применяться в значительных (хотя и снижающихся) масштабах в некоторых общественных школах Алабамы, Арканзаса, Джорджии, Луизианы, Миссисипи, Оклахомы, Теннеси и Техаса.
В 1977 году вопрос о законности телесных наказаний в школах был поставлен перед Верховным судом. На тот момент только Нью-Джерси (1867 г.), Массачусетс (1971 г.), Гавайи (1973 г.) и Мэн (1975 г.) запретили физические наказания в государственных школах, и только Нью-Джерси также запретил эту практику в частных школах. Верховный суд США подтвердил законность телесных наказаний в школах в знаменательном деле Ингрэм против Райта. Суд постановил пять против четырёх, что телесное наказание Джеймса Ингрэма, которого сдерживал его помощник директора и шлепал директор более двадцати раз, что в конечном итоге потребовало медицинской помощи, не нарушало Восьмую поправку, которая защищает граждан от жестокого и необычного наказания. Они также пришли к выводу, что школьные телесные наказания не нарушают пункт о надлежащей правовой процедуре Четырнадцатой поправки, поскольку учителя или администраторы, применяющие чрезмерное наказание, могут быть привлечены к уголовной ответственности. Это дело создало прецедент «разумного, но не чрезмерного» наказания учеников и было раскритиковано некоторыми учеными как «очевидно низкая точка в отношениях между учителями и учениками в Америке».
В 1867 году Нью-Джерси стал первым из американских штатов, запретившим телесные наказания в школах. Вторым был Массачусетс 104 года спустя, в 1971 году. Последним на данный момент штатом стал Айдахо в 2023 году.
Частные школы большинства штатов свободны от этого запрета и могут избрать орудием воспитания паддл. Большинство частных школ, идущим таким путём, также находятся в южных штатах. В основном, но не только, это христианские евангелические или фундаменталистские школы.
Большинство городских школьных систем отказались от телесных наказаний даже в штатах, где это разрешено. 96 % из всех школ в США не используют порку учащихся. Собираемая федеральным правительством статистика свидетельствует, что использование паддла последовательно снижается во всех штатах, где он разрешён, на протяжении как минимум последних 20 лет. Направленная против порки кампания Центр эффективной дисциплины, основываясь на данных федеральной статистики, оценивает количество выпоротых или избитых паддлом учеников в 2006 году в государственных школах США примерно в 223 тысяч, что составляет 0,5 % из всех школьников в стране. В 2018 году это число уменьшилось до около 69000.
Статистика показывает, что ученики афро- и латиноамериканского происхождения избиваются паддлом чаще, чем белые, возможно по той причине, что родители, принадлежащие к этим группам населения, более склонны к использованию подобных методов воспитания. Однако исследование в Кентукки показало, что относящиеся к меньшинствам ученики вообще непропорционально часто становятся объектами применения дисциплинарных правил, не только телесных наказаний.
Федеральная статистика свидетельствует, что примерно в 80 % случаев в США паддл применяется по отношению к мальчикам, скорее всего потому, что они намного чаще, чем девочки, демонстрируют такие виды плохого поведения, когда применяются телесные наказания.
В одном из исследований утверждалось, что ученики с физическими или психическими недостатками «в некоторых штатах становятся объектами телесных наказаний в непропорционально высокой степени, приблизительно в два раза чаще, чем все ученики».
Телесные наказания в американских школах производятся ударами по ягодицам учеников или учениц изготовленным специально для этого деревянным паддлом. Часто наказание происходит в классе или холле, но в наши дни это делается обычно в закрытой обстановке в кабинете директора школы.
Большинство публичных школ имеет детальные правила, по которым проводятся такие церемонии, и в некоторых случаях эти правила напечатаны в школьных руководствах для учеников и их родителей. Но иногда четкой системы нет, при каких случаях и условиях ученик подлежит порке.
В 1983 году администратор школы подрался с ученицей, пытаясь заставить её нагнуться над стулом для удара паддлом. Во время борьбы ученица упала спиной на стол и получила серьёзную травму спины. Во избежание подобных инцидентов районное школьное управление приняло правило, по которому «телесное наказание не применяется, если требует удержания ученика или борьбы с ним».
В возрастающей степени телесные наказания в школах США становятся вопросом выбора ученика, по правилам или фактически. Так, правила школ Александер сити в Алабаме говорят, что «ученика не спрашивают об одобрении телесного наказания». Многие школьные руководства утверждают, что если ученик отказывается от «паддлинга», то ему или ей назначается наказание иным способом, таким как временное отстранение от занятий или отчисление из школы.
Многие школы, но не все, предлагают родителям возможность разрешить или запретить применять телесные наказания к своим сыновьям или дочерям. Как правило, родители заполняют соответствующий формальный документ в школьном офисе. Во многих школьных управлениях такие наказания не применяются, если родители прямо не разрешили их. В других, наоборот, ученики наказываются телесно, если родители не запретили это прямо.
Во всех штатах любых телесных наказаний в школе можно избежать, если выбрать в качестве альтернативы отчисление из учебного заведения.
Законопроект о прекращении использования телесных наказаний в школах представлен в Палату представителей США в июне 2010 года. Законопроект, согласно резолюции 5628, передан для рассмотрения Комитетом образования и труда Конгресса США. Предыдущий законопроект «об отказе финансирования образовательных программ, допускающих телесные наказания» был внесён на рассмотрение Палаты представителей в 1991 году депутатом Мэйджором Оуэнсом и не был принят согласно резолюции 1522.

##### Штаты, запретившие школьные телесные наказания

Законность телесных наказаний в различных штатах США на апрель 2024 года
Телесные наказания запрещены только в публичных школах
Телесные наказания не запрещены

Всего использование телесных наказаний в государственных школах запрещено в 33 штатах и в округе Колумбии.
| Штат              | Год запрета |
| ----------------- | ----------- |
| Нью-Джерси        | 1867        |
| Массачусетс       | 1971        |
| Гавайи            | 1973        |
| Колумбия          | 1977        |
| Мэн               | 1979        |
| Нью-Гэмпшир       | 1983        |
| Вермонт           | 1985        |
| Нью-Йорк          | 1985        |
| Калифорния        | 1986        |
| Висконсин         | 1988        |
| Небраска          | 1988        |
| Айова             | 1989        |
| Аляска            | 1989        |
| Виргиния          | 1989        |
| Коннектикут       | 1989        |
| Миннесота         | 1989        |
| Мичиган           | 1989        |
| Орегон            | 1989        |
| Северная Дакота   | 1989        |
| Южная Дакота      | 1990        |
| Монтана           | 1991        |
| Юта               | 1992        |
| Вашингтон         | 1993        |
| Иллинойс          | 1993        |
| Мэриленд          | 1993        |
| Небраска          | 1993        |
| Западная Виргиния | 1994        |
| Делавэр           | 2003        |
| Пенсильвания      | 2005        |
| Род-Айленд        | 2005        |
| Огайо             | 2009        |
| Нью-Мексико       | 2011        |
| Айдахо            | 2023        |
| Колорадо          | 2023        |

#### Уругвай
С 2008 года действует закон, носящий название «Запрет физических наказаний» (исп. Prohibición del castigo físico); этот закон запрещает применение телесных наказаний по отношению к детям не только сотрудниками школ и охранниками, но и родителями.

### Австралия и Океания

#### Австралия
В Австралии все ещё не достигнута полная отмена телесных наказаний в школах. Телесные наказания запрещены законом во всех школах Австралийской столичной территории, Нового Южного Уэльса и Тасмании. В Виктории телесные наказания запрещены законом в государственных школах, но разрешены в частных. Правительство штата в настоящий момент сделало их исключение из учебного процесса условием регистрации школы. Телесные наказания запрещены в государственных школах нормативами министерства образования или местными законами по образованию, но остаются законными в частных школах в Западной Австралии, Квинсленде и Южной Австралии. На Северной территории в настоящий момент запрета нет.

#### Новая Зеландия
Запрещены в 1989 году.